# أمينة مهرشاه قادين
مهرشاه قادين(بالتركية العثمانية: مھرشاہ قادین)‏، (1693 - 1732) وتُسمى أيضًا أمينة (بالتركية العثمانية: امینه)‏ هي زوجة السلطان العثماني أحمد الثالث ووالدة السلطان مصطفى الثالث.

## حياتها
دخلت الحرملك في صغرها وسًميت بمهر شاه أي "الشمس والسلطان"، تزوجها أحمد الثالث، وأنجبت ابنها الأول شهزاده سليمان في 25 أغسطس 1710 والذي توفي في 11 ديسمبر عام 1732، ثم أنجبت طفلها الثاني شهزاده مصطفى الثالث في 28 يناير 1717، قامت ببناء نافورتين في أوسكودار في 1728. وفي 1730 ثارت الانكشارية على أحمد الثالث وعُزل، وتولى العرش ابن أخيه السلطان محمود الأول، حينها ذهبت مهرشاه قادين مع غيرها من الحريم إلى قصر إسكا في ساحة بايزيد.

## وفاتها
توفيت في عام 1732، ودفنت في مقبرة السيدات في يني جامع بإسطنبول. تولى مصطفى الثالث في 1757، أي بعد موتها بخمسة وعشرين عامًا، لذلك لم تُلقب مهرشاه قادين بالسلطانة الأم أبدًا، وقام مصطفى بعد ذلك ببناء ضريح لها ولأخيه من أمه شهزاده سليمان، كما قام ببناء نافورة بالقرب من قبرها.

## أبناؤها
أنجبت أمينة مهرشاه قادين من السلطان أحمد الثالث ثلاثة أبناء، هم:
- أم كلثوم سلطان (7 فبراير 1708 - نوفمبر 1732)، تزوجت من الصدر الأعظم علي باشا.[12]
- شهزاده سليمان، (25 أغسطس 1710 - 11 ديسمبر 1732)، توفي في نفس سنة وفاة والدته.
- مصطفى الثالث،[13] (28 يناير 1717 - 24 ديسمبر 1773)، حكم الدولة العثمانية في الفترة (30 أكتوبر 1757 – 24 ديسمبر 1773).